# Арутюнян Вараздат Мартиросович
Вараздат Мартиросович Арутюнян (вірм. Վարազդատ Մարտիրոսի Հարությունյան; 29 листопада 1909, Ван — 20 березня 2008, Єреван) — вірменський архітектор і мистецтвознавець, історик вірменської архітектури. Академік Національної академії наук Республіки Вірменія (1996), доктор архітектури (1964), професор (1965). Заслужений діяч мистецтв Вірменської РСР (1961).

## Біографія
Вараздат Арутюнян народився в місті Ван західної Вірменії в родині кравця Мартіроса. З приводу дати народження Вараздат Арутюнян говорив: «Мені невідома дата мого народження… Я дізнався пізніше. У 1916 році у тифліському журналі „Амбавабер“ опублікували повний список вихованців сирітського притулку при церкві Циранавор. Там під номером 204 записано: „Вараздат Тер-Арутюнян, Ван, 7 років“. Ну я порахував, що народився в 1909 році, так довгий час і писалося в документах без точного датування. Коли ж у черговий раз міняв паспорт, в міліції мене попросили все-таки доповнити дату. Я й записав: 29 листопада. Тобто вважав, що дата встановлення Радянської влади у Вірменії — це дата відродження вірменського народу, і отже, день мого народження». Сім'я Арутюнянів була велика: у батьків Вараздата — батька Мартіроса і матері Каліпсе було семеро дітей: чотири сини і три дочки. Вся сім'я жила в одному районі під назвою Чаглі. Життя було мирним, щасливим і творчим до геноциду вірмен.
З Вана в 1915 році Вараздат Арутюнян потрапив у сирітський притулок при церкві Циранавор у Тифлісі і провів там з братом Арцруном (згодом — відомий актор театру і кіно, народний артист Вірменської РСР) і сестрою два роки. Протегував притулку видатний вірменський поет і письменник Ованес Туманян.
Дитинство Вараздата Арутюняна було повно сповненим втрат і зовсім безрадісним. У ті роки мати Каліпсе працювала прачкою в різних будинках. Поступово становище погіршувалося, настали голодні часи, і юні Вараздат з братом Арцруном вирішили втекти з притулку. Підробляли на вулицях чищенням взуття, продажем води. До 1920 року в сім'ї Арутюнянів з дев'яти осіб залишилися троє: перший член їх сім'ї загинув у Вагаршапаті від тифу.

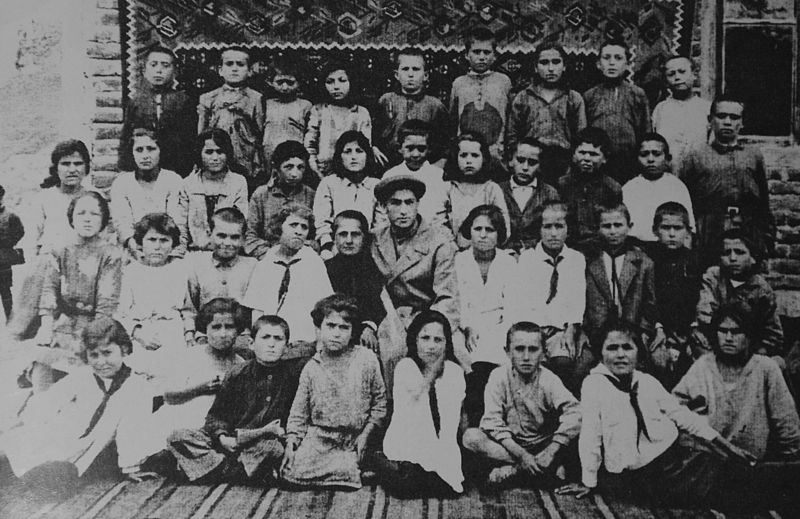
Учні школи села Шнох. У центрі вчитель — Вараздат Арутюнян

У 1919 році Вараздат Арутюнян вступив до вірменської робочої школи № 82 в Тифлісі, отримав можливість навчатися. Він завжди відрізнявся гарним голосом і здібністю до співу. Його вчителями співу в школі були видатні вірменські діячі в галузі музики: композитор Армен Тигранян, оперний співак Арменак Тер-Абрамян, композитор Даніел Казарян. У 1926 році був прийнятий до лав ЛКСМ Вірменії. В 1927 році з Тифлісу переїхав у Лорі, і чотири роки пропрацював сільським вчителем у селах Шнох і Арджис. За словами Арутюняна: «Ці роки для мене стали справжньою школою життя. Прості люди — селяни з села Шнох викладали мені те, що не викладають в жодному інституті — народну мудрість. Наша сільська школа мала чудовий викладацький склад, і ми, молоді, пишалися цим. Ось тоді я і почав активно співпрацювати не тільки в сільській стінній газеті, а й надсилати нотатки в тифліську газету «Мартакоч». Так що? якщо б я не став архітектором, напевно, з мене вийшов би непоганий журналіст».
У 1930 році був заснований Єреванський політехнічний інститут. У 1931 році Вараздату, як активному комсомольцю і сількору, дозволили їхати в столицю Радянської Вірменії Єреван для продовження освіти. Вараздат вступив на архітектурне відділення будівельного факультету Єреванського політехнічного інституту. У тому ж році студенти почали випускати багатотиражну газету «Радянський архітектор», у розвиток якої Вараздат зробив великий внесок. У 1937 році він закінчив інститут з відзнакою, а в 1938 році його призначили деканом інженерного факультету. Сам він не хотів, але стількох заарештували, що не встигали замінювати людей на посадах.
У 1939 році Вараздат Арутюнян поступив в аспірантуру Інституту історії матеріальної культури вірменського філії Академії наук СРСР. Там він ґрунтовно вивчив історію, грабар, техніку ведення археологічних розкопок, архітектурно-археологічне містобудування. Свою передзахисну практику проходив у академіка АН СРСР Олексія Вікторовича Щусєва, який високо цінував молодого вченого і пропонував йому залишитися в Москві. Ще в студентські роки він з друзями вирішив продовжити справу архітектора Тороса Тороманяна — дослідження і охорону пам'яток архітектури. З цього приводу Арутюнян говорив: «Кожен архітектурний пам'ятник має свою таємницю. Я не люблю кабінетних досліджень, які будують свої теорії на чужих книгах. Поки не зсунеш камінь, не поміряєш, не знайдеш його точне місце, будь-яка реставрація буде неповноцінною. Це стало принципом наших досліджень».
У роки Великої Вітчизняної війни Вараздат Арутюнян служив у військовому госпіталі № 1569 в Цахкадзорі. У 1942 році він був прийнятий до лав ВКП(б). У 1942—1945 роках Вараздат Арутюнян був завідувачем навчальною частиною Єреванського політехнічного інституту, у 1945—1951 роках був завідувачем кафедри архітектури.
У 1945 році Вараздат Арутюнян очолив Комітет з охорони пам'ятників архітектури при Раді Міністрів Вірменської РСР і залишився на цій посаді до 1951 року. У 1946 році він захищає дисертацію на здобуття наукового ступеня кандидата архітектури — першу у Вірменії, за темою «Архітектурні пам'ятки Двіна V—VII століть», яка була видана в 1950 році. У 1951 році Вараздат Арутюнян призначається на посаду завідувача сектором історії і теорії мистецтва Академії наук Вірменської РСР. На цій посаді Вараздат Арутюнян залишався до 1953 року.
Багато років свого життя Вараздат Арутюнян присвятив архітектурному комітету Святого Ечміадзіна: в 1956—1972 роках він був членом і науковим секретарем комітету, а з 1972 року до самої смерті він очолював комітет. Він брав участь у реалізації будівельних проектів католикосів Геворга Чорекчяна, Вазгена I, Гарегіна I і Гарегіна II.
У 1964 році він захищає дисертацію на здобуття наукового ступеня доктора архітектури в Ленінградському інституті імені Рєпіна — першу у Вірменії, за темою «Містобудування в стародавній і середньовічній Вірменії», яка була видана в 2004 році. У 1965 році Вараздат Арутюнян отримує звання професора.
Ім'я Вараздата Арутюняна безперервно пов'язане зі Спілкою архітекторів Вірменії. У 1949—1962 роках він був заступником голови Спілки архітекторів, а в 1962—1974 роках — шостим головою правління. Він так само обирався членом правління Спілки архітекторів СРСР.
З 1977 року до самої смерті Вараздат Арутюнян очолював Товариство з охорони історичних пам'яток, яке було організовано його зусиллями в 1964 році.
В наступних роках Вараздат Арутюнян займався викладанням в Єреванському політехнічному інституті. У 1996 році Вараздат Арутюнян був обраний академіком Національної Академії наук Вірменії.
Помер Вараздат Мартиросович Арутюнян 20 березня 2008 року в Єревані, у віці 98 років.

## Нагороди та звання

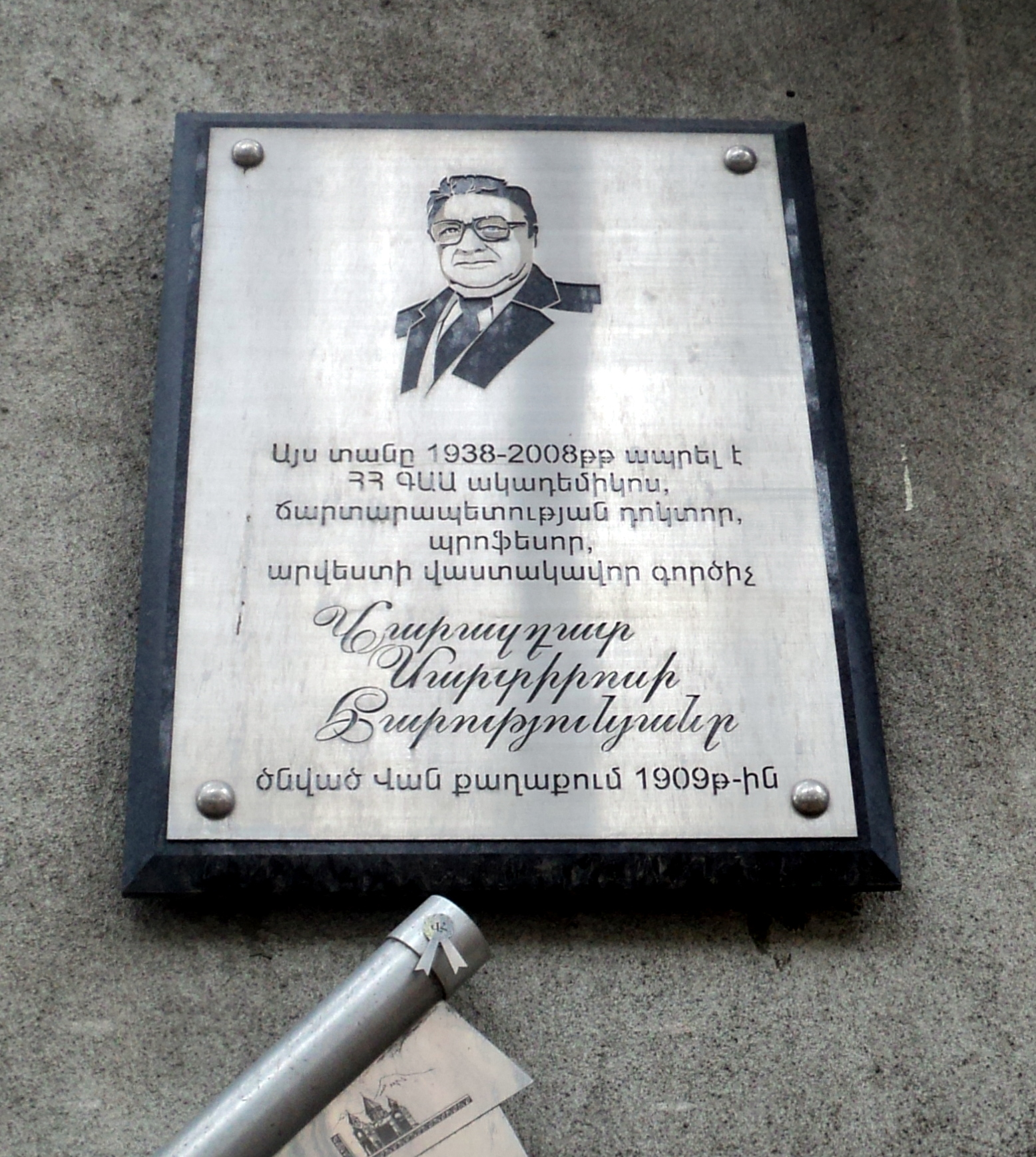
Меморіальна дошка. Єреван, Вулиця Сар'яна (Єреван), 11

- Орден Трудового Червоного Прапора (17.06.1981)
- Два ордени «Знак Пошани» (1953, 1966)
- Ордени Вірменської Апостольської церкви « Святий Григор Лусаворич» (1996) і «Святі  Саак і  Месроп» (2003)[9]
- Заслужений діяч мистецтв Вірменської РСР (1961) - за розвиток радянської вірменської архітектури, за заслуги в галузі підготування кадрів, за творчі і громадські заслуги[10]
- Дві Почесні грамоти Президії Верховної Ради Вірменської РСР (1945, 1970)[4]
- Медаль «За трудову доблесть»
- Медаль «В ознаменування 100-річчя з дня народження Володимира Ілліча Леніна» (1970)
- Медаль «За оборону Кавказу»[11]
- Медаль «За перемогу над Німеччиною у Великій Вітчизняній війні 1941—1945 рр.»[11]
- Медаль «За доблесну працю у Великій Вітчизняній війні 1941—1945 рр.»[11]
- Медаль «Ветеран праці»
- Медаль «Маршал Баграмян»[ru] (1997)[11]
- Медаль Ананії Ширакаці (1999)[12]
- Золота медаль імені Таманяна (2002) — за плідну роботу в галузі збереження і розвитку національних традицій вірменської архітектури
- Памятна медаль імені Фритьофа Нансена (2003) — за наукову і громадську роботу в галузі звинувачення  Геноциду вірмен і за встановлення гуманітарних принципів
- Премія імені Тораманяна  АН Вірменської РСР (1978) — за праці, присвячені  вірменській архітектурі[13]
- Премія президента РВ (2005) — за збірку «Проблеми історії та теорії вірменського містобудування та архітектури»[14]
- Премія «Ваган Текеян» (2005) — за книгу Відновлення архітектурних пам'яток
- Почесний громадянин Єревана (2004) — за внесок у збереження архітектурної спадщини та реконструкції історичних архітектурних пам'яток і містобудування Єревана
- Почесний житель села Шнох Алавердського району (1966)
- Почесний член  Міжнародної академії архітектури (2001)[15]
- Почесний професор  Архітектурного інституту Грузії (1995)
- Заслужений професор  Державного інженерного університету Вірменії (2002)
- Почесний доктор Державного інженерного університету Вірменії (2003) — за величезний внесок в галузі історії вірменської архітектури і видатну роль в галузі розвитку архітектурної освіти і набуття світової високої значущості Державного інженерного університету Вірменії
- Золота памэятна медаль Державного інженерного університету Вірменії (2004)
- Почесний член Спілки письменників Вірменії (2002)[16]
- Енцикліка Католикоса всіх вірмен Вазгена I (1978)
- Енцикліка Католикоса всіх вірмен Гарегіна II (2003).

## Основні праці
Основні праці присвячені історії та теорії вірменської середньовічної та сучасної архітектури, життю та діяльності видатних вірменських архітекторів.
Має значний внесок в галузі підготування архітектурних кадрів, відновлення, охорони і пропаганди вірменських середньовічних пам'яток.